# Pomsta (hudební skupina)
Pomsta je ukrajinská groove metalová kapela z Kyjeva založená roku 2008. Ukrajinský výraz Помста má stejný význam jako v češtině – pomsta.
První EP Sledgehammer vyšlo ve formátech WAV a MP3 v roce 2013.
Debutové studiové album s názvem Wild Lands vyšlo v roce 2017 na CD i v digitální verzi pod hlavičkou ukrajinského vydavatelství Nocturnus Records.

## Členové kapely

### Současní (k únoru 2022)
- Maksym Kononenko – bicí
- Ihor Nastenko – kytara
- Serhij Nečytajlo – vokály
- Roman Žbadynskyj – baskytara

## Diskografie
Studiová alba
- Wild Lands (2017, Nocturnus Records)
- Дике поле (2021)

EP
- Sledgehammer (2013, Another Side Records) – digitální EP ve formátech WAV a MP3 obsahuje kromě hudby i biografii kapely, fotografie členů kapely a obal nahrávky[2]

Singly
- Southern Road (2014)